# بن قريعة
مجموعة بن قريعة هي أحد أبرز الشركات في تأجير الرافعات المتنقلة والمعدات الثقيلة في المملكة العربية السعودية، وتُعتبر واحدة من أكبر أساطيل المعدات الثقيلة في الشرق الأوسط. يقع مقر الشركة في الظهران في المملكة العربية السعودية، وتتعامل عُملاء ومشاريع في جميع أنحاء المملكة.

## التاريخ
في عام 1975، قام عوض بن قريعة وشخص بحريني يُدعى صادق بتأسيس شركة مشتركة تُعرف باسم «ASCO» برأس مال قدره 100,000.00 ريال سعودي لمتابعة المشاريع الصغيرة على أساس عقد من الباطن من المقاولين الرئيسيين لمشاريع أرامكو السعودية. سرعان ما اُعجبت أرامكو السعودية بالجهود التي تقوم بها شركة «أسكو» وتم إدراجها في قائمة عقود قصيرة الأجل للأعمال المدنية والميكانيكية. في ذلك الوقت، استخدمت الشركة ما بين 20 إلى 25 عاملاً بما في ذلك الملاك وكانت المعدات الوحيدة التي كانت الشركة تمتلكها في ذلك الوقت عبارة عن رافعة القديمة وثلاث شاحنات صغيرة.
في عام 1982، قرر صادق إنهاء الشراكة ثم تأسيس مؤسسة بن قريعة للخدمات الفنية والمقاولات العامة، أُسِّسَت ملكية فردية لعوض بن قريعة.
في فترة قصيرة، تم تسجيل المنشأة لدى أرامكو السعودية كشركة ميكانيكية. كانت المشاريع الأولى هي عقود خطوط أنابيب وتطلبت عددًا من المعدات الثقيلة التي كان يجب تأجيرها. لذلك قرر عوض بن قريعة شراء أنواع مختلفة من المعدات اللازمة للمشاريع وتوظيف الموظفين المؤهلين في وقت واحد واستخدام الأرباح المكتسبة من مشاريع شراء المعدات. نتج عن ذلك الحصول على مشاريع أكبر من أرامكو السعودية.
حدث التحسن الحقيقي في الأعمال عام 1986 عندما طُرح «مشروع تجديد خط أنابيب شرق غرب» من أرامكو السعودية في بقيق، ونجحت مؤسسة بن قريعة بالفوز بها بعقود طويلة في المشروع. بسبب متطلبات المشروع، مؤسسة بن قريعة قامت بشراء عدد كبير من المعدات الثقيلة وخاصة الرافعات الإنشائية. هُناك ما يُقارب 2500 موظف حاليًا ولديها أسطول مكون من 250 رافعة من مختلف القدرات وغيرها من معدات البناء مثل الجرافات آلات التحميل، الجرافات، ممهدات الطرق، الحفارات الخلفية، طبقات الأنابيب (ذراع الرافعة الجانبية)، رؤوس الجرارات، والمقطورات، شاحنات قلابة وغيرها من معدات المصانع.

## العملاء الرئيسيون
- أرامكو السعودية
- وذرفورد
- رويال داتش شل
- هاليبرتون
- سابك
- شركة توتال
- شلمبرجير
- الشركة السعودية للكهرباء
- مجموعة بن لادن
- بترو رابغ
- ساتورب
- سينوبك
- مرافق
- سايبم
- الهيئة الملكية للجبيل وينبع
- شركة باكر هيوز السعودية العربية
- خدمات الحفر البترولية
- تكرير البترول والبتروكيماويات
- شركة الاسمنت السعودية
- شركة مجموعة الزامل القابضة

## روابط خارجية
- الموقع الرسمي
- موقع BQ Rental